# Hrčeľ
Hrčeľ (em húngaro: Gercsely) é um município da Eslováquia, situado no distrito de Trebišov, na região de Košice. Tem 9,99 km² de área e sua população em 2018 foi estimada em 1.104 habitantes.

## Demografia
| Ano:        | 1994 | 2004   | 2014    | 2024    |
| ----------- | ---- | ------ | ------- | ------- |
| Broj ljudi: | 777  | 798    | 999     | 1162    |
| Razlika:    |      | +2,70% | +25,18% | +16,31% |

| Ano:               | 2023 | 2024   |
| ------------------ | ---- | ------ |
| Número de pessoas: | 1141 | 1162   |
| Diferença:         |      | +1,84% |